# お父さん、私、この人と結婚します!
『お父さん、私、この人と結婚します!』（おとうさん わたし このひととけっこんします）は、BS松竹東急のオリジナルドラマ枠「土曜ドラマ」にて2022年10月8日から12月17日まで放送されたテレビドラマ。主演は内田理央。
同枠の第3弾作品。
矢吹家を舞台に、娘の結婚をめぐり父・母・娘の親子3人と、娘の「彼氏たち」が繰り広げるドタバタ劇をシットコム形式で描いた1話完結型のホームコメディ。
録音笑いが用いられ、居間だけを舞台にして物語が進んでいく。

## あらすじ
矢吹家の長女なぎさが、「結婚したい」と彼氏を実家に連れてくる。喜ばしく思う母親に対して、頑固な父親は彼女の結婚に反対する。そこから巻き起こる騒動と家族模様。

## キャスト

### 主要人物
矢吹なぎさ（やぶき なぎさ）〈28〉
演 - 内田理央
矢吹家の長女。雑誌編集。毎回、実家に招いた彼氏を結婚したい相手と両親に紹介する。
矢吹慎太郎（やぶき しんたろう）〈63〉
演 - 升毅
なぎさの父親。人事部長。頭が固く世の中の変化に疎い、娘の結婚を認めない頑固な性格。
矢吹時子（やぶき ときこ）〈61〉
演 - 美保純
なぎさの母親。主婦。娘の良き理解者で、美容と韓国ドラマが大好き。

### ゲスト
なぎさの花婿候補たち。

#### 第1話
鴨志田雅弘（かもしだ まさひろ）
演 - 森永悠希
主夫志望のフリーター。元ホスト。

#### 第2話
デビル柴田
演 - 浜名一聖
覆面レスラー。

#### 第3話
ピエール
演 - トカチョフ・サワ
フランス人講師。

#### 第5話
青山墓地太
演 - 瀧川鯉八
怪談師。

#### 第7話
下関ポン吉
演 - 土屋壮
売れない芸人。

#### 第8話
榎本優一郎
演 - 鳥越裕貴
慎太郎が上司から押し付けられた、なぎさのお見合い相手。

#### 第9話
大島裕太
演 - 宮崎秋人（最終話）
優秀なデザイナー。

## スタッフ
- 演出 - 益山貴司[3]、青木克齊、佐和田惠ほか
- 脚本 - 益山貴司[3]、上野詩織[3]、神山慎太郎[3]、生崎文乃[3]、古川葵[3]
- 音楽 - 杉田未央[3]
- 主題歌 - みゆな「愛愛だな」（A.S.A.B）[7]
- エグゼクティブ・プロデューサー - 井上衛[3]、森永恭平[3]
- プロデューサー - 重富浩二[3]、加瀬将則[3]、朝海清史[3]
- 製作 - BS松竹東急、レプロエンタテインメント

## 放送日程
| 各話   | 放送日   | サブタイトル             | 脚本                | 演出              | 備考                                           |
| ------ | -------- | ------------------------ | ------------------- | ----------------- | ---------------------------------------------- |
| 第1話  | 10月15日 | サンバな彼氏             | 古川葵              | 益山貴司          |                                                |
| 第2話  | 10月22日 | マッチョな彼氏           | 益山貴司            | 益山貴司          |                                                |
| 第3話  | 10月29日 | ジュテームな彼氏         | 益山貴司            | 青木克齊          |                                                |
| 第4話  | 11月05日 | はじめての彼氏           | 益山貴司            | 益山貴司          |                                                |
| 第5話  | 11月12日 | ヒエヒエな彼氏           | 神山慎太郎 益山貴司 | 佐和田惠          | 脚本協力： 上野詩織 生崎文乃 古川葵            |
| 第6話  | 11月19日 | 水いらずな2人            | -                   | 佐和田惠 益山貴司 | エピソードトーク                               |
| 第7話  | 11月26日 | FIREな彼氏               | 益山貴司            | 益山貴司          |                                                |
| 第8話  | 12月03日 | 押し付けられた彼氏       | 生崎文乃 益山貴司   | 益山貴司          | 脚本協力： 上野詩織 神山慎太郎 古川葵          |
| 第9話  | 12月10日 | クリスマスな彼氏（前編） | 益山貴司            | 佐和田惠          | 脚本協力： 上野詩織 神山慎太郎 生崎文乃 古川葵 |
| 最終話 | 12月17日 | クリスマスな彼氏（後編） | 益山貴司            | 佐和田惠          | 脚本協力： 上野詩織 神山慎太郎 生崎文乃 古川葵 |

- 10月8日は青木源太をMCとした本作のナビ番組を放送[1][8]。
- 第6話は内田理央と升毅による撮影中のエピソードトーク。